# Tumbalalá
Tumbalalá, pleme američkih Indijanaca nastanjenih na sjeveru istočno-brazilske države Bahia uz rijeku São Francisco. Njihova etnolingvistička pripadnost nije poznata, a prema nekim riječima kojima se koriste u ritualima toré (viz.:"pujá", "kwaqui" i "cataioba"), pretpostavlja se da su porijeklom od plemena koja su govorili jezicima Caririan. Tumbalalá se danas služe portugalskim jezikom. Prema podacima za 2001. godinu ima ih oko 180 obitelji. Po vjeri su animisti.

## Vanjske poveznice
- Tumbalalá[neaktivna poveznica]